# Beyrède-Jumet
Beyrède-Jumet – dawna gmina we Francji, w regionie Oksytania, w departamencie Pireneje Wysokie. W 2016 roku populacja ówczesnej gminy wynosiła 195 mieszkańców. 
W dniu 1 stycznia 2019 roku z połączenia dwóch ówczesnych gmin – Beyrède-Jumet oraz Camous – powstała nowa gmina Beyrède-Jumet-Camous. Siedzibą gminy została miejscowość Beyrède. 